# Équipe cycliste Mitchelton-BikeExchange
L'équipe cycliste Mitchelton-BikeExchange est une équipe cycliste chinoise active entre 2017 et 2019. Avec un statut d'équipe continentale depuis sa création, elle participe aux circuits continentaux de cyclisme et en particulier l'UCI Asia Tour et l'UCI Oceania Tour.

## Histoire de l'équipe
L'équipe est lancée en 2017 sous le nom de Mitchelton Scott. Elle sert d'équipe formatrice à la formation World Tour Orica-Scott. Pour sa première saison, elle remporte le classement par équipes de l'UCI Oceania Tour, tandis que son coureur australien Lucas Hamilton remporte quant à lui le classement individuel. En 2018, l'équipe est renommée Mitchelton-BikeExchange. Deux coureurs, Lucas Hamilton et Cameron Meyer sont promus en 2018 au sein de l'équipe mère qui change également de nom et devient Mitchelton-Scott.
L'équipe disparaît à la fin de la saison 2019.

## Principales victoires

### Courses d'un jour
- Giro del Belvedere : 2018 (Robert Stannard)
- Gran Premio di Poggiana : 2018 (Robert Stannard)
- Tour de Lombardie amateurs : 2018 (Robert Stannard)

### Courses par étapes
- Tour de Fuzhou : 2017 (Jai Hindley)

### Championnats nationaux
- Championnats d'Australie sur route : 1
  - Contre-la-montre espoirs : 2018 (Callum Scotson)

## Classements UCI
L'équipe participe aux circuits continentaux et principalement à des épreuves de l'UCI Asia Tour et l'UCI Oceania Tour. Les tableaux ci-dessous présentent les classements de l'équipe sur les différents circuits, ainsi que son meilleur coureur au classement individuel.
UCI Asia Tour
| Saison | Classement par équipes | Meilleur coureur au classement individuel |
| ------ | ---------------------- | ----------------------------------------- |
| 2017   | 57e                    | Cameron Meyer (195e)                      |

UCI Europe Tour
| Saison | Classement par équipes | Meilleur coureur au classement individuel |
| ------ | ---------------------- | ----------------------------------------- |
| 2017   | 44e                    | Lucas Hamilton (122e)                     |

UCI Oceania Tour
| Saison | Classement par équipes | Meilleur coureur au classement individuel |
| ------ | ---------------------- | ----------------------------------------- |
| 2017   | 1re                    | Lucas Hamilton (1er)                      |

## Mitchelton-BikeExchange en 2018[3]

### Effectif
| Effectif 2018                              | Effectif 2018     | Effectif 2018 | Effectif 2018                        |
| Cycliste                                   | Date de naissance | Pays          | Équipe précédente                    |
| ------------------------------------------ | ----------------- | ------------- | ------------------------------------ |
| Brayan Chaves                              | 30 mai 1997       | Colombie      |                                      |
| Jacob Hennessy                             | 10 août 1996      | Royaume-Uni   | 100% me (2017)                       |
| Samuel Jenner                              | 2 avril 1997      | Australie     |                                      |
| Zhi Hui Jiang                              | 3 mars 1994       | Chine         | SEG Racing Academy (2016)            |
| Liu Jiankun                                | 21 juin 1995      | Chine         | China Hainan Yindongli-Wildto (2016) |
| Nazaerbieke Bieken (25 janv.–31 déc.)      | 15 mai 1994       | Chine         | Keyi Look (2017)                     |
| Niu Yikui                                  | 2 août 1994       | Chine         | China Hainan Yindongli-Wildto (2016) |
| Callum Scotson                             | 10 août 1996      | Australie     | BMC Development (2017)               |
| Robert Stannard (12 fév.–7 oct.)           | 16 septembre 1998 | Australie     |                                      |
| Sun Xiaolong                               | 18 mai 1994       | Chine         |                                      |
| Harry Sweeny                               | 9 juillet 1998    | Australie     |                                      |
|                                            |                   |               |                                      |
| Sources : ProCyclingStats Cycling Quotient |                   |               |                                      |

### Victoires
| Victoires | Victoires                                           | Victoires | Victoires | Victoires      | Victoires |
| Date      | Course                                              | Pays      | Classe    | Vainqueur      |           |
| --------- | --------------------------------------------------- | --------- | --------- | -------------- | --------- |
| 4 janv.   | Championnat d'Australie du contre-la-montre espoirs | Australie | CN        | Callum Scotson |           |